# Juan Figueroa
Juan Figueroa (n. Buenos Aires, Argentina; 14 de julio de 1992) es un futbolista argentino. Juega como arquero y su actual equipo es el Club Atlético Colegiales, de la Primera B Metropolitana de Argentina.

## Trayectoria
Tras su paso por la reserva de San Lorenzo y Defensa y Justicia debutó en Defensores Unidos donde consiguió el ascenso de la Primera C a la Primera B Metropolitana.
Actualmente se desempeña en el Club Atlético Colegiales, equipo que también milita en la Primera B Metropolitana. 

## Clubes
| Club                             | País      | Año         |
| -------------------------------- | --------- | ----------- |
| San Lorenzo de Almagro           | Argentina | 2012 - 2013 |
| Defensa y Justicia               | Argentina | 2013 - 2015 |
| Club Atlético Defensores Unidos  | Argentina | 2015 - 2021 |
| Club Atlético Colegiales (Munro) | Argentina | 2022- 2023  |
| Real Pilar                       | Argentina | 2022- 2023  |